# Trichopsychoda spicata
Trichopsychoda spicata är en tvåvingeart som först beskrevs av Quate 1967.  Trichopsychoda spicata ingår i släktet Trichopsychoda och familjen fjärilsmyggor. Inga underarter finns listade i Catalogue of Life.